# Блумберг (місто)
Блумберг (нім. Blumberg) — місто в Німеччині, знаходиться в землі Баден-Вюртемберг. Підпорядковується адміністративному округу Фрайбург. Входить до складу району Шварцвальд-Бар.
Площа — 98,68 км2. Населення становить 10 155 ос. (станом на 31 грудня 2020).